# 8-й танковый корпус (СССР)
8-й танковый корпус — оперативно-тактическое автобронетанковое формирование (соединение, корпус) РККА Вооружённых cил СССР.
Сокращённое действительное наименование соединения, применяемое в рабочих документах — 8 тк. Период вхождения автобронетанкового формирования в действующую армию Красную Армию с 10 мая по 14 сентября 1942 года.

## История
Корпус сформирован на основании директивы Народного Комиссара Обороны Союза ССР № 724485, от 15 апреля 1942 года, в период с 2 по 6 мая 1942 года в составе управления, 25-й, 31-й, 93-й танковых и 8-й мотострелковой бригад, а также других корпусных частей и подразделений.
1 июня 1942 года в состав корпуса была включена 101-я подвижная ремонтная база, 1 июля 1942 года — 8-я отдельная автотранспортная рота подвоза ГСМ, 1 сентября 1942 года — 106-я подвижная ремонтная база.
Формировали корпус: командир — генерал-майор т/в М. Д. Соломатин, начальник штаба — генерал-майор т/в В. В. Бутков, и военный комиссар — полковой комиссар А. В. Шклярук.

### Боевой путь
С 30.07.1942 года по 23.08.1942 года принял участие Ржевско-Сычевская наступательная операция в составе Западного фронта.
К исходу 8 августа 1942 года (суббота) обозначился успех и на участке соседнего 8-го танкового корпуса. Совместно с главными силами 251-й стрелковой дивизии его 93-я танковая и 8-я мотострелковая бригады подошли к восточному берегу Вазузы, прижав противника к реке, а их левофланговые подразделения начали переправляться на западный берег.
На основании директивы Наркома Обороны Союза ССР № 11044780, от 17 сентября 1942 года, корпус танкистов расформирован и обращён на сформирование 3-го механизированного корпуса второго формирования, а войну закончил как 8-й гвардейский механизированный Прикарпатско-Берлинский Краснознамённый ордена Суворова корпус.

## Состав корпуса
- Управление корпуса
- 25-я танковая бригада
- 31-я танковая бригада
- 93-я танковая бригада
- 8-я мотострелковая бригада

Корпусные части:
- 8-я отдельная автотранспортная рота подвоза ГСМ[2]
- 101-я подвижная ремонтная база[3]
- 106-я подвижная ремонтная база[4][1]

## В составе
В составе Западного фронта и 20-й армии.

## Командование корпуса

### Командиры
- Соломатин, Михаил Дмитриевич (19.04.1942 — 08.09.1942), генерал-майор танковых войск;
- Бутков, Василий Васильевич (08.09.1942 — 14.09.1942), генерал-майор танковых войск[5]

### Военный комиссар
- Шклярук, Андрей Васильевич (22.04.1942 — 15.09.1942), полковой комиссар, с 3.06.1942 бригадный комиссар[6]

### Начальники штаба
- Бутков Василий Васильевич (19.04.1942 — 08.09.1942), генерал-майор танковых войск[7]